# Геном: автобиография вида в 23 главах
Геном: автобиография вида в 23 главах — научно-популярная книга научного писателя Мэтта Ридли 1999 года, опубликованная издательством Fourth Estate. Главы пронумерованы по парам хромосом человека, одна пара — половые хромосомы X и Y, поэтому нумерация идет до 22, а главы X и Y расположены между главами 7 и 8.
На книгу была написана положительная рецензия в журнале Nature, газете The New York Times. London Review of Books назвал книгу «одновременно поучительной и раздражающей».

## Контекст
Автор книги, Мэтт Ридли, — британский журналист и бизнесмен, известный тем, что пишет о науке, окружающей среде и экономике. Он изучал зоологию и получил степень доктора философии в 1983 году.

## Структура
В книге каждой паре хромосом человека посвящена одна глава. Поскольку одна (ненумерованная) глава необходима для обсуждения половых хромосом, последняя глава имеет номер 22. На эту модель Ридли вдохновила книга Примо Леви «Периодическая система».
Глава 1, Жизнь
Первая глава начинается с цитаты Александра Поупа о круговороте жизни. Очень широкая тема «Жизнь» также является темой главы. Ридли кратко обсуждает историю гена, включая нашего «последнего универсального общего предка».
Глава 2, Душа
Ридли обсуждает историю человеческого рода как генетически отдельного вида. Он сравнивает геном человека с шимпанзе и предковыми приматами. Он также отмечает, что до XIX века большинство ученых считали, что существует 24 набора генов, а не 23, как известно сегодня.
Глава 3, История открытий
В этой главе рассматривается взаимодействие между ранними генетиками, включая Грегора Менделя, Чарльза Дарвина, Германа Джозефа Мёллера и Фрэнсиса Крика.
Глава 4, Злой рок
Хорея Гентингтона используется для обсуждения использования определённой последовательности на четвёртой хромосоме для того, чтобы вызвать травмирующие последствия для здоровья. Поиск хромосомного источника этого и других родственных заболеваний обсуждается на примере работы Нэнси Векслер, человека, который, возможно, унаследовал этот ген, но обращается к научной работе, чтобы изучить его у других.
Глава 5, Окружающая среда
Вводятся понятия плейотропии и генетического плюрализма. В качестве примера приводится краткая история изучения астмы. Астма связана с пятнадцатью различными генами, многие из которых находятся на пятой хромосоме. В частности, к ним относится изменение аденозина (A) на гуанин (G) в позиции 46 на гене ADRB2. Ген ADRB2 связан с контролем бронходилатации и бронхоконстрикции.
Глава 6, Одаренность
Заявление Роберта Пломина в 1997 году об открытии «гена интеллекта» на хромосоме 6 стало основой для более подробного обсуждения генетической основы интеллекта в этой главе. Сюда входит ген IGF2R на длинном плече хромосомы 6, который также может быть связан с раком печени. В этой главе Ридли продолжает свою мысль о том, что использование простых генетических маркеров неадекватно для описания полной функции генома или причинно-следственной связи заболеваний.
Глава 7, Инстинкт
В этой главе обсуждается вопрос о том, имеет ли форма и существование языка генетический компонент. В частности, «специфическое расстройство речи», возможно, связаны с геном на хромосоме 7. Ридли обсуждает научные разногласия между канадским лингвистом Мирной Гопник и другими учеными по поводу того, относится ли это расстройство к трудностям с грамматической формулировкой или является более широким интеллектуальным расстройством.
Глава Половые хромосомы, Конфликт

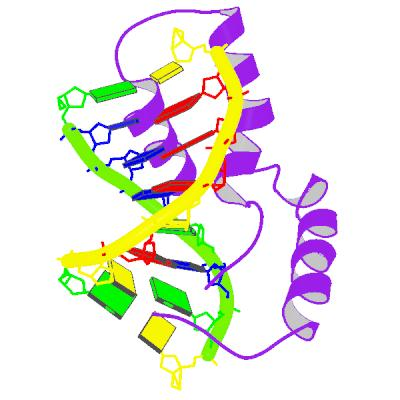
Белок SRY, связанный с двойной спиралью ДНК

Ридли размышляет об эволюционной психологии, используя гены SRY на Y-хромосоме, а также DAX1 и Xq28 на X-хромосоме. Теория генетического конфликта и эволюции обсуждается с помощью риторического вопроса: мы — тела, содержащие гены, или гены в телах?
Глава 8, Эгоизм
Концепция «эгоистичного гена» Ричарда Докинза описывается Ридли через обсуждение ретротранспозонов. Сюда входит поведение транспозонов LINE-1 и Alu. Далее Ридли обсуждает возможные цели метилирования цитозина в развитии. В главе также обсуждается, как с помощью обратной транскриптазы ретровирусы, такие как ВИЧ, копируют себя в геном человека.
Глава 9, Болезни
Для хромосомы 9 в книге рассматриваются генетические последовательности, связанные с типированием крови. А именно, обсуждаются группы крови ABO и их влияние на эволюцию. Среди других упомянутых генов — CFTR для муковисцидоза. Ридли приходит к выводу, что проект «Геном человека» в значительной степени основан на ошибочном убеждении, что существует один-единственный геном человека. Доказательством того, что это неверно, служит ответ на вопрос: какой из нескольких вариантов генетической последовательности для определения группы крови выбрать, поскольку каждый из них имеет различные устойчивости к заболеваниям и эволюционные последствия?
Глава 10, Стрессы
Влияние стресса на организм человека описывается, начиная с создания гормонов геном CYP17 на хромосоме 10. Ридли указывает на взаимосвязь между холестерином, стероидными гормонами, такими как прогестерон, кортизол, альдостерон, тестостерон и эстрадиол.
Глава 11, Индивидуальность
Ридли выбирает ген D4DR, который кодирует производство дофамина и расположен на коротком плече хромосомы 11. Взаимодействие между дофамином, серотонином и другой нейрохимией серотонина освещено в легкой форме.
Глава 12, Индивидуальное развитие
Эта глава посвящена тому, как понимание генетического кода соответствует моделям эмбрионального развития позвоночных. Ридли обсуждает гены «пробелов», гены «парных правил» и гены «полярности сегментов». Кратко описываются гомеозисные гены и Hox-гены. Открытие Вальтером Герингом в 1983 году набора гомеобокс-кодонов метафорически сравнивается с переключателем «вкл-выкл».
Глава 13, История народов
Ридли описывает связь между развитием индоевропейского и других древних праязыков и классическими полиморфизмами, которые отображают генетические частоты в Евразии. Взаимодействие между генами рака молочной железы BRCA2 на хромосоме 13 и BRCA1 на хромосоме 17 помогает проиллюстрировать эти более широкие понятия. Ридли также описывает генетические исследования различных типов народов с целью выяснить, почему у людей развилась мутация, позволяющая взрослым переваривать лактазу во взрослом возрасте. Он приходит к выводу, что, поскольку у всех пастушеских племен мира эта мутация развилась раньше других, гены этих людей адаптировались к окружающей среде. Это может показаться похожим на рассказ Ламарка о сильных руках кузнеца, которые «передались» его сыновьям, но это не так. Спорный вывод заключается в том, что волевые действия могут изменить нашу эволюционную историю и генетический состав, изменив среду, к которой мы должны адаптироваться.
Глава 14, Бессмертие
В этой главе рассматривается так называемое «бессмертие» генетического кода — то есть как получается, что генетический код может оставаться таким же точным, каким он был на протяжении 50 миллиардов копий с момента зарождения жизни? Отчасти ответ на этот вопрос кроется в белковом ферменте теломеразе, который находится на хромосоме 14 и кодируется геном TEP1.
Глава 15, Мужское и женское начало
Ридли обсуждает два генетических заболевания с хромосомой 15 — синдром Прадера — Вилли и синдром Ангельмана: синдром Прадера — Вилли наследуется от отца, синдром Ангельмана — от матери, через половой антагонизм и контроль плаценты отцовскими генами.
Глава 16, Память
Ридли спорит со старой проблемой «знание против инстинкта», утверждая, что естественный отбор будет объяснением инстинкта грамматики, и отмечая, что многие животные, включая беспозвоночных, могут учиться. При этом он утверждает, что мозг контролируется генами и генными продуктами.
Глава 17, Смерть
Ген TP53 на хромосоме 17 подавляет раковые клетки, в то время как онкогены стимулируют рост клеток и могут вызвать рак, если их держать включенными, а TP53 может вызвать рак, если его держать выключенным. Другие гены-мутаторы, такие как BRCA1 и BRCA2, способствуют развитию рака молочной железы.
Глава 18, Исцеление
Рекомбинантная ДНК позволила проводить генетические манипуляции с помощью ферментов рестрикции и лигазы. Генная инженерия вызывает много споров, особенно в производстве продуктов питания; возможно, пишет Ридли, однажды она будет использована в человеке.
Глава 19, Меры предосторожности
Возможно, удастся предотвратить или вылечить болезнь Альцгеймера и ишемическую болезнь сердца. Гены типа APOE влияют на обмен жиров и холестерина. Аллель E4 гена EPOE способствует образованию бляшек при болезни Альцгеймера. Генетическое тестирование может помочь пациентам предпринять ранние профилактические меры.
Глава 20, Политика
Заболевание мозга овец почесуха, казалось, было инфекционным, но в нём не участвовал микроорганизм. Было установлено, что причиной катастрофы болезни Крейтцфельдта — Якоба у людей является ген PRP, который производит прионный белок, объединяющийся в сгустки и разрушающий клетки мозга. Ридли нападает на паническое отношение правительств к вспышкам прионных болезней.
Глава 21, Евгеника
Евгеника столетней давности, основанная на ошибочных знаниях о генетике, привела к аморальным действиям правительств и Верховного суда США, добиваясь принудительной стерилизации людей, например, с трисомией 21, вызывающей синдром Дауна. Ридли обсуждает конфликт между обществом, в виде государства, и индивидуумом.
Глава 22, Свобода выбора
Ридли обращается к горячим дебатам между генетическим детерминизмом и свободой. Дети формируются как под влиянием сверстников (других детей), так и под влиянием своих генов. Он утверждает, что поведение в краткосрочной перспективе непредсказуемо, но «в целом» предсказуемо в долгосрочной перспективе.

## Отзывы
Книга «Геном» получила рецензию в научных журналах, включая Nature и в медицинских журналах, таких как New England Journal of Medicine, где Роберт Шварц отмечает, что Ридли спекулирует, «иногда дико». Книга представляет собой «гамбол» по хромосомам человека. Тем не менее, пишет Шварц, книга «поучительна, интересна и увлекательна для чтения. Я завидую таланту Ридли излагать без снисхождения сложные наборы фактов и идей в понятных для посторонних терминах».
Ли М. Сильвер, рецензируя «Геном» в The New York Times, утверждает, что тема книги заключается в том, что геном каждого человека содержит «отголоски» (по выражению Ридли) жизни его предков. Сильвер называет Ридли «непреклонным» в убеждении, что использование «персональной генетики» не должно оставаться под контролем врачей или правительств, следуя ошибкам евгеники столетней давности, но что это фундаментальное право человека «видеть и использовать послания в собственной ДНК по своему усмотрению». Сильвер описывает книгу как замечательную, поскольку она сосредоточена на «чистом интеллектуальном открытии», предоставляя «восхитительные истории». Он считает, что даже практикующие генетики получат чувство удивления от «скрытых секретов», содержащихся в книге.
Биолог Джерри Койн, пишущий в London Review of Books, критикует «Геном» как «одновременно поучительный и раздражающий. На каждый научный самородок Ридли также включает ошибку или искажение. Некоторые из них проистекают из недостаточной глубины знаний, другие — из его политической программы». Например, Койн упоминает неверное утверждение Ридли о том, что «половина вашего IQ передается по наследству»; что Ридли предполагает, что маркер, используемый Робертом Пломином, IGF2R, является предполагаемым «геном интеллекта» который он обозначает; и что социальные влияния на поведение [всегда] работают путем включения и выключения генов, что, по словам Койна, «иногда верно». Койн утверждает, что Ридли является «непримиримым» генетическим детерминистом, отрицает влияние окружающей среды и называет его политику «правой». Он называет структуру книги «эксцентричной» и «странной», главы соответствуют 23 парам хромосом человека, и отмечает, что «Геном» — это третья книга Ридли, которая «пытается популяризировать» эволюционную психологию.
Научный писатель Майкл Шермер находит технику Ридли «одновременно умной и разграничивающей: Каждая глава представляет собой хромосому, для которой он выбрал одно существо, предположительно определяемое или влияемое этой хромосомой». По мнению Шермера, «это удобный литературный прием, помогающий читателям разобраться в этом невообразимом предмете, но я боюсь, что он создает неверное впечатление, несмотря на оговорки, что такие вещи, как интеллект, инстинкт или корысть, полностью расположены на этой хромосоме (и, следовательно, генетически запрограммированы и биологически обусловлены)».

## Награды и отличия
Книга «Геном» была включена в шорт-лист премии Сэмюэля Джонсона в 2000 году.